# Wirtschaftshof des Schlößchens Geispitz

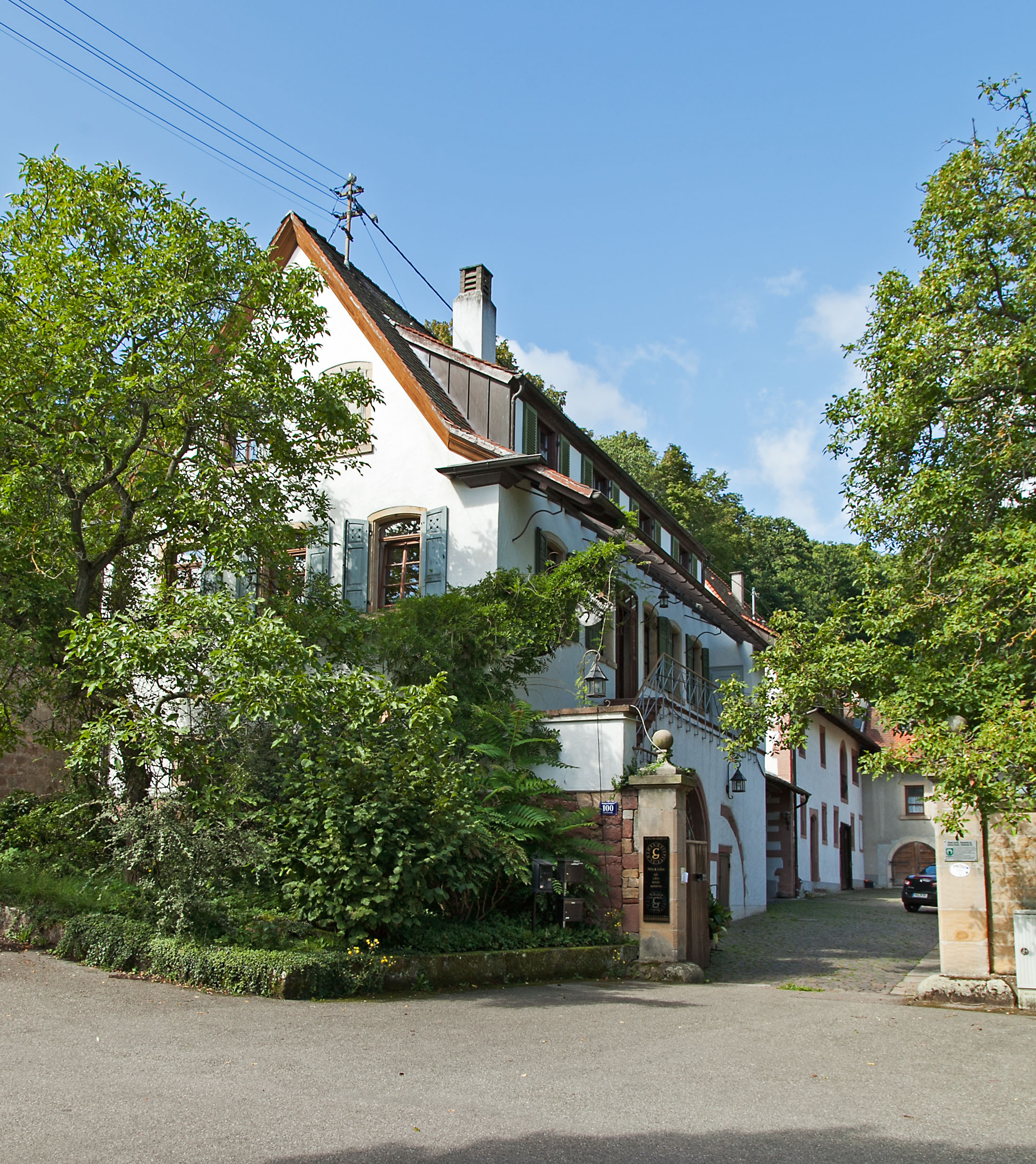
Blick von der Einfahrt her

Der Wirtschaftshof des Schlößchens Geispitz ist ein denkmalgeschütztes Gebäude in Neustadt an der Weinstraße.

## Lage
Das Objekt befindet sich am westlichen Siedlungsrand des Stadtteils Hambach an der Weinstraße in der örtlichen Schloßstraße am Nordostfuß des Schlossbergs. Rund einen Kilometer weiter südwestlich entfernt steht das Hambacher Schloss.

## Geschichte
Beim Objekt handelt es sich um den ehemaligen Wirtschaftshof des benachbarten Schlosses Geispitz, von dem lediglich Reste überdauert haben. Er wurde in Etappen vom 16. bis 20. Jahrhundert errichtet. Der Hauptbau mit Pferde-, Kuhstall und Scheuer aus der Renaissancezeit sowie das Schäferhäuschen aus dem Jahr 1598 dienten ursprünglich der Milch- und Käseproduktion. Zugleich diente es als Zehntkellerei des Hochstift Speyer. Mittlerweile dient die Anlage dem Weingut Schäffer.
Im Laufe der 2000er Jahre wurde am Wohnhaus Schloßstraße 100 – wie bei vielen anderen innerhalb von Hambach – eine Infotafel mit der Überschrift Weingut Schäffer Ökonomiehof des Schlössel Geispitz angebracht, die einen geschichtlichen Abriss über das Gebäude enthält. Das Weingut war außerdem Drehort für die in den Jahren 2018 und 2019 laufende Fernsehserie Weingut Wader.

## Ensemble
Das Objekt stellt eine Gesamtanlage mit mehreren Gebäuden dar. Bau- und Viehhof befinden sich außerhalb der Ringmauer. Im Südwesten befindet sich ein Wohnhaus; dabei handelt es sich um ein Gebäude im Stil der Renaissance; 1665 erhielt es einen Umbau. Hinzu kommt ein Wohnhaus im Südosten, das einen Putzbau darstellt, der sich auf einem Renaissance-Hochkeller befindet sowie mit 1687 und in der Dachzone mit 1928 bezeichnet ist. Hinzu kommen eine Freitreppe und ein sogenanntes „Kelterhaus“; letzteres stellt einen eingeschossigen Krüppelwalmdachbau aus dem Jahr 1613 dar. Das Portal in der ehemaligen Hofmauer ist mit der Jahreszahl 1614 bezeichnet.

## Umgebung
Unmittelbar vor dem Weingut befindet sich mit dem Kindelsbrunnen eine ebenfalls denkmalgeschützte Brunnenstube, die 1601 entstand und sich mittlerweile unter der Straße befindet; inzwischen befindet sie sich im Gemeinschaftsbesitz mit dem Ortsbezirk Hambach.